# Higuera de la Sierra
Higuera de la Sierra is een gemeente in de Spaanse provincie Huelva in de regio Andalusië met een oppervlakte van 25 km². In 2007 telde Higuera de la Sierra 1392 inwoners.